# Жуково (Устюженский район)
Жуково — деревня в Устюженском районе Вологодской области.
Входит в состав Сошневского сельского поселения, с точки зрения административно-территориального деления — в Сошневский сельсовет.
Расположена на трассе Р84. Расстояние по автодороге до районного центра Устюжны — 17 км, до центра муниципального образования деревни Соболево — 12 км. Ближайшие населённые пункты — Зябликово, Кресты, Родишкино.
Население по данным переписи 2002 года — 88 человек (46 мужчин, 42 женщины). Преобладающая национальность — русские (98 %).